# 痕量胺
痕量胺（英文：Trace amine）是一类与经典的生物胺（如儿茶酚胺类、血清素、组胺）结构类似的内源性物质，包括p-酪胺、β-苯乙胺、色胺、章胺和类甲腺质，存在于动物（昆虫至哺乳动物）的神经系统中。痕量胺屬於TAAR1激動劑，因此也是单胺能神经调节剂，在結構及機能上類似单胺类神经递质，但相較於經典的生物胺，痕量胺在生物體內的濃度相當低。